# Pseudopieris viridula
Pseudopieris viridula es una mariposa de la familia Pieridae. Se distribuye por Venezuela, Ecuador, Colombia y Perú.

## Subespecies
- Pseudopieris viridula viridula (Colombia)
- Pseudopieris viridula mauritia Lamas, 2004 (Venezuela)
- Pseudopieris viridula mimaripa De Marmels , Clavijo & Chacín, 2003 (Venezuela)
- Pseudopieris viridula zulma Lamas, 2004 (Perú )